# Središče za samostojno učenje
Središče za samostojno učenje je prostor, ki je namenjen brezplačnemu samostojnemu učenju in s tem pridobivanju, utrjevanju ali nadgrajevanju znanja. Opremljen je s sodobno informacijsko tehnologijo (računalnik z internetnim dostopom, televizor, radio) ter učnim gradivom, prilagojenim za samostojno učenje (temeljni vir izobraževanja ni učitelj). Učenje poteka individualno in samostojno, na voljo pa je strokovna pomoč informatorjev, svetovalcev in mentorjev.
Središče za samostojno učenje je namenjeno vsem odraslim, ki jim iz kakršnih koli razlogov tradicionalno učenje in izobraževanje nista dostopna ali jim ne ustrezata. Takšno učenje je primerno za tiste, ki si želijo sami izbrati učno vsebino, ritem, način in čas učenja in to prilagajati lastnim zmožnostim.

## Zgodovina
Središča za samostojno učenje v Sloveniji so nastala po zgledu iz Anglije; tam je »Open Learning« že v sredini 80-ih let postal glavni trend v razvoju izobraževanja odraslih. »Open Learning kot nekakšna filozofija prilagajanja učenja in izobraževanja potrebam vsakega človeka je v Angliji pričujoča na vseh ravneh in zajeta v najrazličnejše izobraževalne vsebine.« (Benedik Irena, 1994: Organizirano samostojno učenje odraslih v Sloveniji, magistrsko delo, stran 11)
Središča za samostojno učenje so rezultat več kot štirinajstletnega razvijanja in uvajanja projekta Organizirano samostojno učenje, katerega nosilec je Andragoški center Republike Slovenije. Ta je projekt začel razvijati v letu 1993, dve leti kasneje pa so tudi v praksi začela delovati prva središča za samostojno učenje. 
Danes 34 delujočih središč tvori Mrežo središč za samostojno učenje (Mrežo SSU), ki jo koordinira Mestna knjižnica Ljubljana, Knjižnica Otona Župančiča. Naloge koordinacije Mreže SSU so skupna promocija središč, zagotavljanje svetovalne pomoči in informacij ter spremljanje delovanja središč.
S projektom Organizirano samostojno učenje se razvija in širi kultura organiziranega samostojnega učenja v Sloveniji in posameznikom zagotavlja dobre učne pogoje za samostojno učenje. Projekt spodbuja vseživljenjsko učenje in zmanjšuje socialno izključenost pri dostopnosti do znanja, hkrati pa ob zagotavljanju strokovne pomoči spodbuja odgovornost za lastno učenje.

## Kako do znanja?
Pri samostojnem učenju v središču za samostojno učenje se lahko uporabljajo lastna učna gradiva ali gradiva, ki so na voljo v središču. Slednja so prilagojena samostojnemu učenju in zajemajo različna področja:
- računalništvo,
- različni tuji jeziki,
- slovenski jezik,
- veščine (samostojnega) učenja ter
- splošnoizobraževalne vsebine s področja naravoslovja, družboslovja in drugih vsebin.

Zaradi internetnega dostopa na računalnikih je tudi spletno učenje ena izmed možnosti pridobivanja ali osvajanje novega znanja.

## Kakšne so prednosti takšnega učenja?
V širšem pomenu je samostojno učenje proces, v katerem posameznik samostojno ali s pomočjo drugih prevzame pobudo za ugotovitev svojih izobraževalnih potreb, za opredelitev ciljev, za iskanje človeških in materialnih učnih virov, za izbiro in uporabo učnih strategij in za oceno učnega rezultata(Knowles, 19751). 
Takšno učenje ima v primerjavi s tradicionalnim učenjem naslednje prednosti:
- brezplačnost,
- dostopnost,
- fleksibilnost,
- samostojna izbira vsebin učenja,
- lasten ritem učenja,
- dosegljivost v vsakem času,
- možnost sprotnega preverjanja napredka v znanju,
- možnost izbire ustreznega gradiva in učne tehnologije,
- odgovornost posameznika za napredek pri učenju,
- bolj kakovostno učenje.

1 Knowles, Malcolm Shepherd (1975): Self-Directed Learning: a guide for learners and teachers. Association Press, New York.

## Središča za samostojno učenje v Sloveniji
V Sloveniji je 35 središč za samostojno učenje, ki delujejo v različnih organizacijah (ljudskih univerzah, zasebnih izobraževalnih organizacijah, knjižnicah in drugod). 